# Kanton Varennes-sur-Allier
Kanton Varennes-sur-Allier (fr. Canton de Varennes-sur-Allier) je francouzský kanton v departementu Allier v regionu Auvergne. Tvoří ho 15 obcí.

## Obce kantonu
- Billy
- Boucé
- Créchy
- Langy
- Magnet
- Montaigu-le-Blin
- Montoldre
- Rongères
- Saint-Félix
- Saint-Gérand-le-Puy
- Saint-Germain-des-Fossés
- Saint-Loup
- Sanssat
- Seuillet
- Varennes-sur-Allier